# Roland Mertelsmann

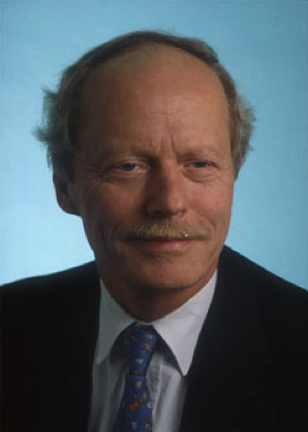
Roland Mertelsmann

Roland Mertelsmann (* 5. Oktober 1944 in Hameln) ist ein deutscher Hämatologe und Onkologe. Er war bis zu seiner Emeritierung Professor an der Universitätsklinik Freiburg, Abt. Innere Medizin I (Hämatologie/Onkologie). Mertelsmann ist bekannt für seine wissenschaftlichen Arbeiten auf dem Gebiet der Hämatologie, Onkologie, Gentherapie und Stammzellforschung.

## Leben
Mertelsmann studierte 1966 bis 1968 Medizin an der Georg-August-Universität Göttingen. 1966 bis 1968 war er Doktorand am Max-Planck-Institut für experimentelle Medizin bei Heinrich Matthaei in Göttingen. 1968 bis 1978 arbeitete er als wissenschaftlicher Assistent an der School of Medicine am King’s College London, sowie am Columbia-Presbyterian Medical Center, New York, danach in verschiedenen Praktikanten- und Postdocstellen in Medizin und Chirurgie in Deutschland und in den USA. 1976 bis 1978 besaß Mertelsmann ein Fellowship in Hämatologie und klinischer Onkologie am Memorial Sloan-Kettering Cancer Center, New York. Dort war an der Isolierung des blutstimulierenden Wachstumsfaktors G-CSF beteiligt, dessen Gabe Patienten erlaubt, sich von einer das Knochenmark schädigenden Chemo- und Strahlentherapie schneller zu erholen und sie vor schweren Infektionen besser schützt. Von 1978 bis 1986 war er in den USA Assistenzarzt, dann bis 1986 Oberarzt am Memorial Hospital des Sloan-Kettering Cancer Center. Die amerikanischen Facharztprüfungen für Innere Medizin, Hämatologie und Onkologie wurden abgelegt wie auch die entsprechenden Prüfungen in Deutschland. 1978 bis 1982 war er Assistenzprofessor, 1982 bis 1986 Associate Professor der Medizin an der Cornell University Medical School. 1985 kehrte Mertelelsmann nach Deutschland zurück und nahm einen Ruf an als Professor und Vorsitzender der 3. Medizinischen Klinik für Hämatologie und Onkologie an der Universitätsklinik Mainz. 1989 erhielt er einen Ruf an die Universität Freiburg. An der dortigen Universitätsklinik war er Direktor der Abteilung für Medizin I, Onkologie, Hämatologie und Stammzelltransplantation, wo er im April 2012 emeritierte.
Mertelsmann förderte während seiner gesamten universitären Laufbahn als Hochschullehrer den wissenschaftlichen Nachwuchs mit mehr als 40 Habilitationsbetreuungen. Zahlreiche Leitungspositionen an Universitäten und in der Industrie wurden mit ehemaligen Mitarbeitern von ihm besetzt. 2008 initiierte und gründete er das International Master Program in Biomedical Sciences, eine auf internationale Biomedizin-Masterstudenten ausgerichtete Kooperation der Universitäten Freiburg und Buenos Aires. 2014 initiierte er die Gründung der Zeitschrift JOSHA, eine Internetplattform, die das Spektrum wichtiger Entdeckungen und der Kreativität in Wissenschaft, Humanität und Kunst adressiert. Mertelsmann publizierte mehr als 400 Artikel in medizinischen Fachmagazinen.

## Wissenschaftlicher Beitrag
Mertelsmanns experimentelle, translationale und klinische Arbeiten widmen sich der Herausforderung, maligne Erkrankungen besser zu verstehen und, basierend auf diesem Verständnis, neue therapeutische Konzepte zu entwickeln.

### Molekulare und zellulare Mechanismen der Malignität – Erste Beschreibung menschlicher RNA-Polymerase
Nach der Entdeckung des genetischen Codes durch Heinrich Matthaei und Marshall Nirenberg (1962), begann Mertelsmann seine medizinische Doktorarbeit bei Heinrich Matthaei am Max-Planck-Institut für experimentelle Medizin in Göttingen mit dem erstmaligen Nachweis einer humanen RNA-Polymerase. Da die Nucleinsäuresynthese eine der wesentlichen Angriffsstellen der klassischen Zytostatika darstellt, untersuchte er in den folgenden Jahren in seinen Arbeitsgruppen DNA-Polymerasen, insbesondere die terminale Desoxyribonukleotidyltransferase (TdT), und RNA-Polymerasen als diagnostische und prognostische Marker in Leukämien und Lymphomen.

### Studium der Pathophysiologie und molekularer Biologie von Krebszellen
Fragen zur Plastizität hämatopoetischer (blutbildender) Stammzellen (HSC), d. h. der Differenzierung von HSC in reife Zellen anderer Organe, wurden intensiv zusammen mit Alexandros Spyridonidis untersucht. Diese Untersuchungen zeigten, dass das Phänomen existiert, aber sehr selten ist. Molekulare Mechanismen der Pathophysiologie von B-Zell Neoplasien untersuchte er gemeinsam mit den Arbeitsgruppen Binder, Trepel und Dierks, die pathogenetische Bedeutung von Granulozyten bei der Graft-versus-Host-Reaktion mit der Arbeitsgruppe Zeiser.

### Klinische Signifikanz des Leukämie-Phänotyps
Die systematische Analyse aller am MSKCC behandelten Patienten mit akuter myeloischer Leukämie (AML) definierte die Bedeutung von Zytologie, Zellwachstum in vitro und enzymatischen Markern für die Klassifizierung und prognostische Unterteilung von der AML. Durch die systematische Anwendung aller zu der Zeit verfügbaren Methoden zur phänotypischen Klassifizierung gelang es, neue Entitäten zu erkennen und erstmals zu publizieren.

### Neue therapeutische Modalitäten
In Kooperation mit Karl Welte war die Aufreinigung und molekulare Charakterisierung von Zytokinen am Memorial Sloan-Kettering Cancer Center in New York einer der Schwerpunkte in seinem Labor. Sowohl Interleukin-2 wie auch G-CSF wurden homogen dargestellt, erste translationale und klinische Studien zu Zytokinen folgten. Da Experimente in murinen Modellen demonstrierten, dass die lokale Sekretion von Immunität stimulierenden Zytokinen wie Interleukin-2 zur starken Aktivierung des Immunsystems mit therapeutischer Wirksamkeit führte, wurde dieser Ansatz auch im Menschen verfolgt. Diese Untersuchungen lieferten eine der Grundlagen für die späteren, klinisch erfolgreichen Gentherapiestrategien.

### Klinische Tests
In klinischen Therapiestudien bei Lymphomen und Leukämien am MSKCC und später in deutschen Studiengruppen wurden sowohl neue Therapiekonzepte mit klassischen Zytostatika geprüft als auch der Einsatz neuartiger Konzepte. Bei seltenen Tumorerkrankungen führte der innovative Einsatz der Hochdosis-Chemotherapie zu Heilungen, die bei historischen Kontrollen und nach der Literatur bisher nicht erreichbar waren.
Als klinisch engagierter Onkologe war Mertelsmann auch auf der Suche nach Strategien zur Verbesserung der Lebensqualität. Der systematische Einsatz von aeroben Trainingsprogrammen bei Krebspatienten unter Therapie war sehr erfolgreich und wird heute national und international eingesetzt.

## Wissenschaftliches Fehlverhalten
1997 war Mertelsmann in den größten Fälschungsskandal der deutschen Medizingeschichte gegen Friedhelm Herrmann verwickelt. Dabei ging es um die Fälschung von Labordaten, die in wissenschaftlichen Publikationen eingeflossen waren. An 58 der 94 als Fälschungen entlarvten Arbeiten Herrmanns war Mertelsmann namentlich beteiligt. Eine Untersuchungskommission konnte zwar Mertelsmann keine aktive Beteiligung an der Fälschung von Labordaten nachweisen, jedoch eine „schwerwiegende“ Verletzung seiner Aufsichtspflicht und somit wissenschaftliches Fehlverhalten belegen. Die Falschheit strittiger Labordaten wurde dabei nicht entkräftet. Dem Urteil der Kommission schloss sich das Wissenschaftsministerium Baden-Württemberg an.
Ferner fielen zwei Arbeiten der Universitätsklinik Heidelberg zu den riskanten Hochdosis-Chemotherapien aus den Jahren 1994 und 1995 auf, die ebenfalls in den Zuständigkeitsbereich Mertelsmanns fielen: Wichtige, aber unliebsame Ergebnisse waren ausgelassen worden.

## Mitgliedschaften in wissenschaftlichen Vereinigungen
Mertelsmann ist Mitglied vieler internationaler Wissenschaftsvereinigungen und Redaktionsmitglied von Wissenschaftsjournals, darunter viele Jahre bei den Zeitschriften European Journal of Cancer und Annals of Hematology. Er war unter anderem Gründungspräsident der Deutschen Arbeitsgemeinschaft für Gentherapie (DAG-GT), Gründungsmitglied und Vorstand der CellGenix Technologie Transfer GmbH, Gründer und Präsident der BioThera Stiftung zur Unterstützung der Forschung und Weiterbildung von Studenten, Wissenschaftler und Ärzten mit Schwerpunkt in der Krebsforschung, Gründungsmitglied des Comprehensive Cancer Center Freiburg (CCCF), Initiator und Direktor des International Biomedical Exchange Program (IMEP), Gründer der ARGER-Foundation, Gutachter des SRC-SDARF-UJDRF Joint Programme in Stem Cell Research, Stockholm und Präsident der International Association for Comparative Research on Leukemia and related Diseases (IACRLD).
Weitere ausgewählte Mitgliedschaften:
- 1973 Deutsche Gesellschaft für Innere Medizin
- 1975 Deutsche Gesellschaft für Hämatologie und Medizinische Onkologie
- 1979 American Society for Clinical Oncology
- 1979 American Society for Hematology
- 1979 American Association for Cancer Research
- 1979 New York Academy of Sciences
- 1990 European Society of Medical Oncology
- 1990 Gesellschaft Deutscher Naturforscher und Ärzte
- 1992 Gesellschaft für Fortschritte auf dem Gebiet der Inneren Medizin
- 1993 Royal Society of Medicine
- 1997 International Society for Hematotherapy and Graft Engineering
- 1994 Deutsche Gesellschaft für Gentherapie
- 1998 American Society for Gene Therapy
- 1998 German Working Group Medical Oncology, German Cancer Society
- 2002 Austrian Society for Hematology and Oncology

## Auszeichnungen und Ehrungen
- 1976 Konjetzny Prize for Cancer Research[1]
- 1980 Vincenz Czerny Award for Cancer Research (DGHO)
- 1982 Boyer Award for Clinical Investigation (MSKCC)
- 1985 Warner Award for Cancer Research (Warner Foundation)
- 1990 Hamilton-Farley Award (ESMO)
- 2000 Excellency Award, 13th International Symposium, Molecular Biology of Hematopoiesis, New York, USA
- 2005 Professor honoris causa, Universidad del Salvador, Buenos Aires, Argentinien
- 2007 Doctor honoris causa, University „Gr. T. Popa“, Iasi, Rumänien
- 2008 Professor honoris causa, Universidad de Buenos Aires (UBA), Buenos Aires, Argentinien
- 2011 Doctor honoris causa, Universidad de Buenos Aires (UBA), Buenos Aires, Argentina[1]

## Publikationen
Artikel in Fachmagazinen
- Publikationsliste ResearchGate
- Publikationsliste PubMed

Bücher (Auswahl)
- Das Blaue Buch: Chemotherapie-Manual Hämatologie und Internistische Onkologie. 5. Auflage. Springer Medizin, Berlin 2014, ISBN 978-3-642-41740-5.
- Das Rote Buch: Hämatologie und Internistische Onkologie. 5., überarb. und erw. Auflage. ecomed Medizin, Heidelberg 2014, ISBN 978-3-609-51217-4.
- mit Monika Engelhardt: Perspektiven einer zukünftigen Medizin und eines sich wandelnden Arztbildes. Rombach 2008, ISBN 978-3-7930-5038-4.
- Leukämien und maligne Lymphome. Thieme, Stuttgart 1981.
- mit Monika Engelhardt, Dietmar P. Berger und Philippe Moreau (Hrsg.): Précis d’hématologie et d’oncologie. Springer, Paris 2011, ISBN 978-2-287-99341-1.